# Взятие Правецкой позиции

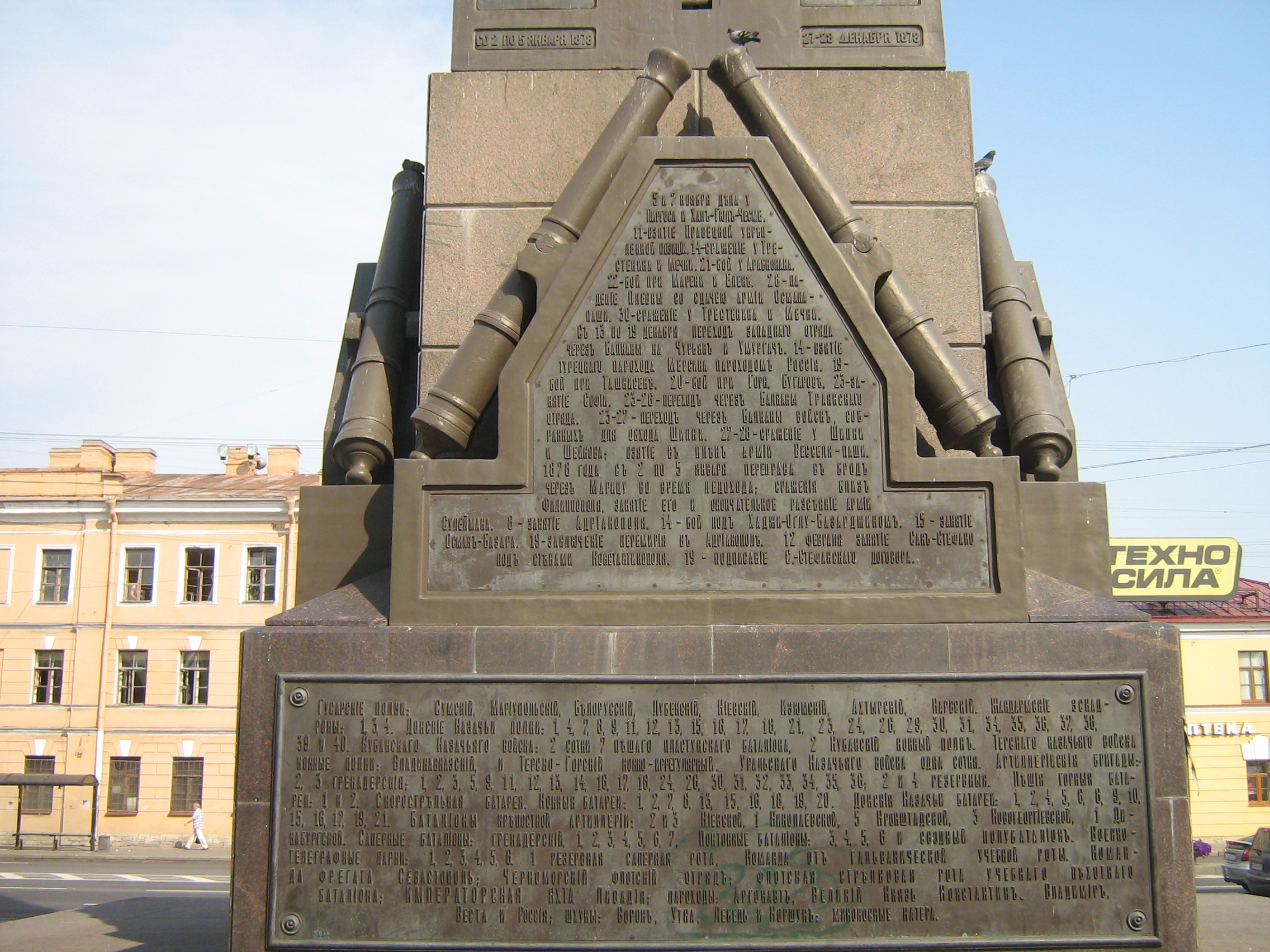
Колонна Славы с упоминанием взятия Правецкой укрепленной позиции 11 ноября 1877 года

Взятие Правецкой позиции — эпизод русско-турецкой войны, в ходе которого русские войска 11 (23) ноября 1877 овладели турецкой позицией в районе города Правец.

## Битва
С середины лета 1877 года русские осаждали Плевну, где находился Осман-паша. После битвы при Горном Дубняке 6 (18) ноября 1877 западный отряд русской армии генерала Гурко занял Ябланицу. Турецкая армия Мехмеда Али занимала позиции в районе Правец, прикрывая дороги на Орхание и Этрополь. Гурко приказал Клоту двигаться от Враца к Новичену, чтобы отвлечь внимание турок. 10 (22) ноября 1877 Клот пересек Искыр, но наткнулся на значительные силы турок во главе с самим Мехмедом Али. 11 (23) ноября 1877 основной удар (Шувалов, Эллис, Раух) пришелся по Правецу. Раух со своим отрядом зашел к турецким позициям по горным тропам через деревню Правешка-Лакавица. Шувалов и Эллис двигались от Ябланицы до Правеца по шоссе.
Манёвр Рауха позволил занять высоты на фланге турецкой Правецкой позиции и начать артиллерийский обстрел. В ходе перестрелок русские войска потеряли убитыми и ранеными 72 человека. Турки потеряли 137 человек убитыми, включая одного британского офицера. Турки предпочли в конце 11 (23) ноября 1877 отступить к Орхание Ботевграду. Успех позволил русским в тот же день занять Этрополь, Врачешский перевал и Ботевград.

## Галерия

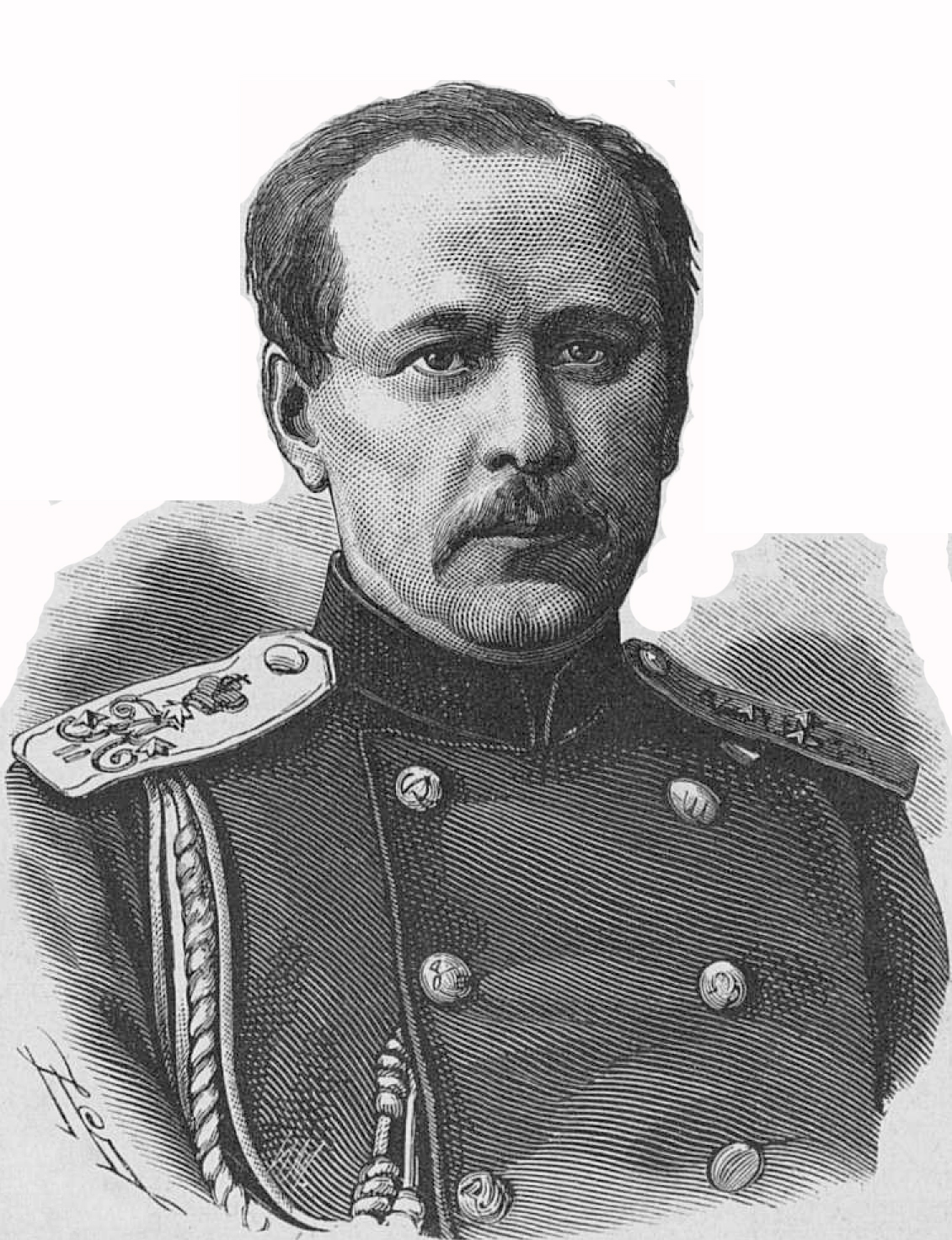
генерал-лейтенант Павел Шувалов
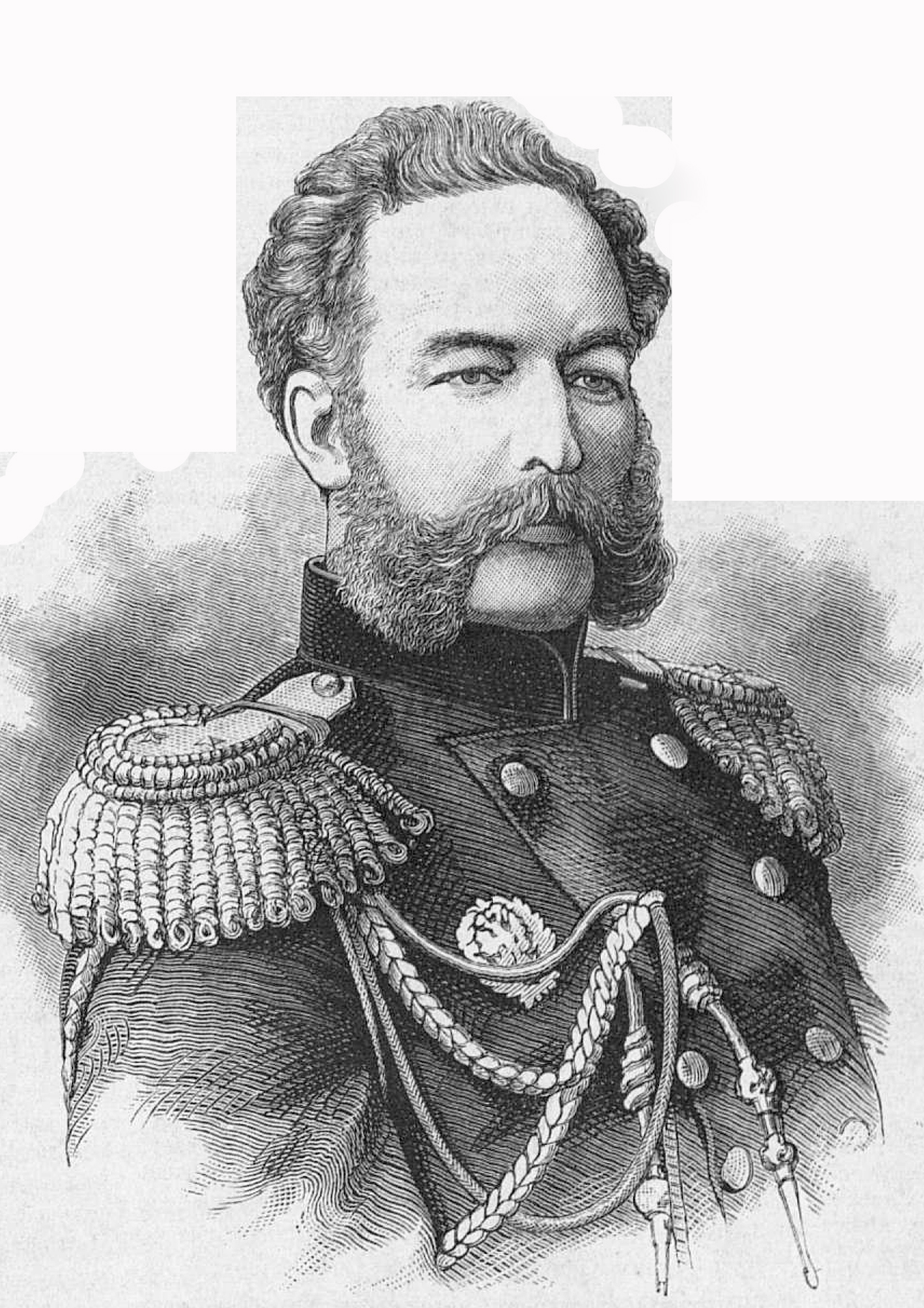
генерал-майор Виктор Дандевил
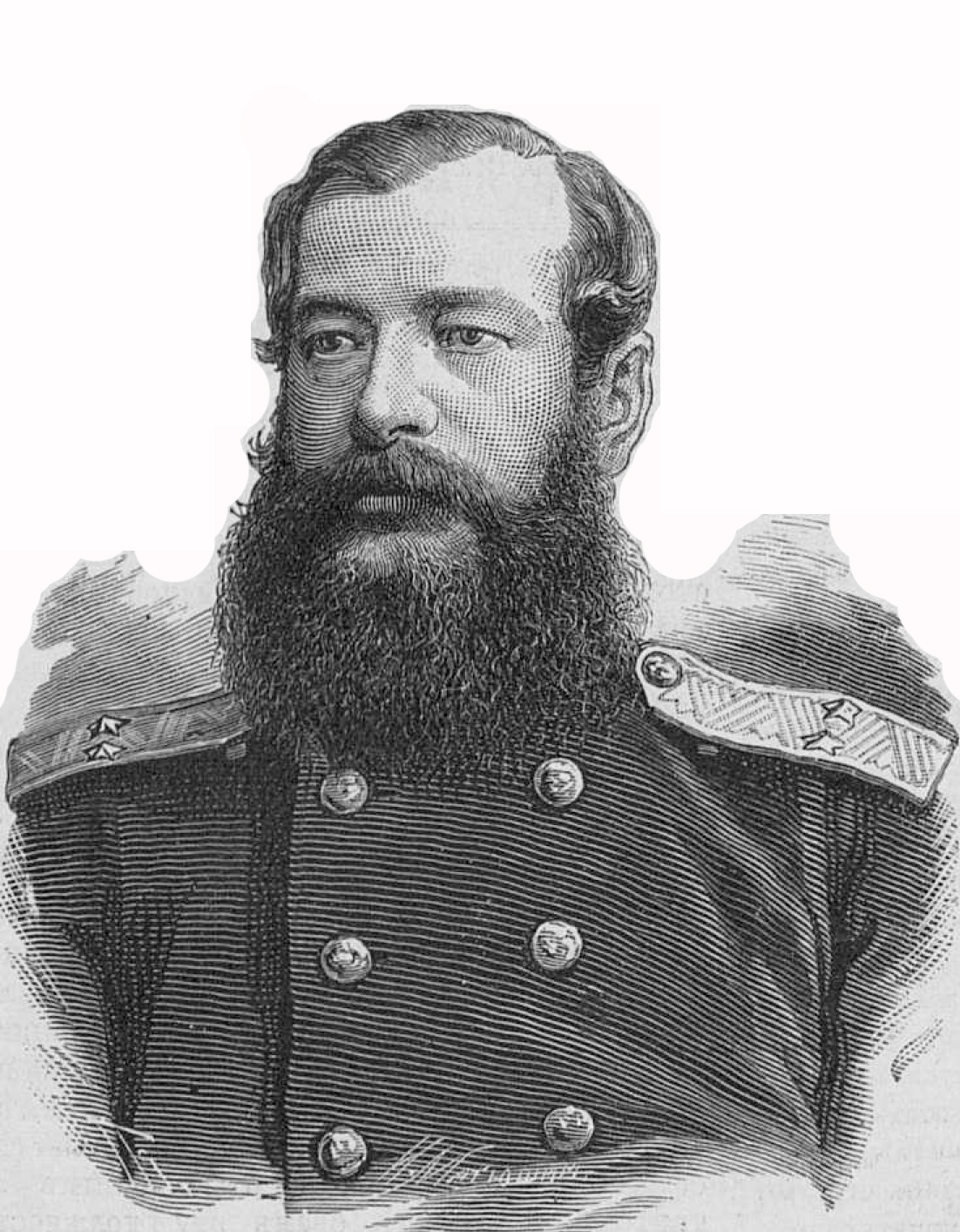
генерал-майор Николай Леонов
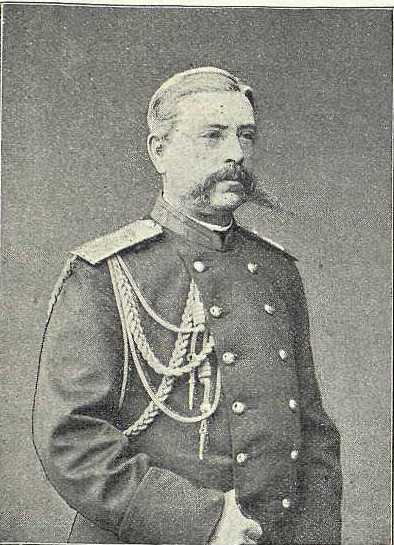
генерал-майор Владимир Клот
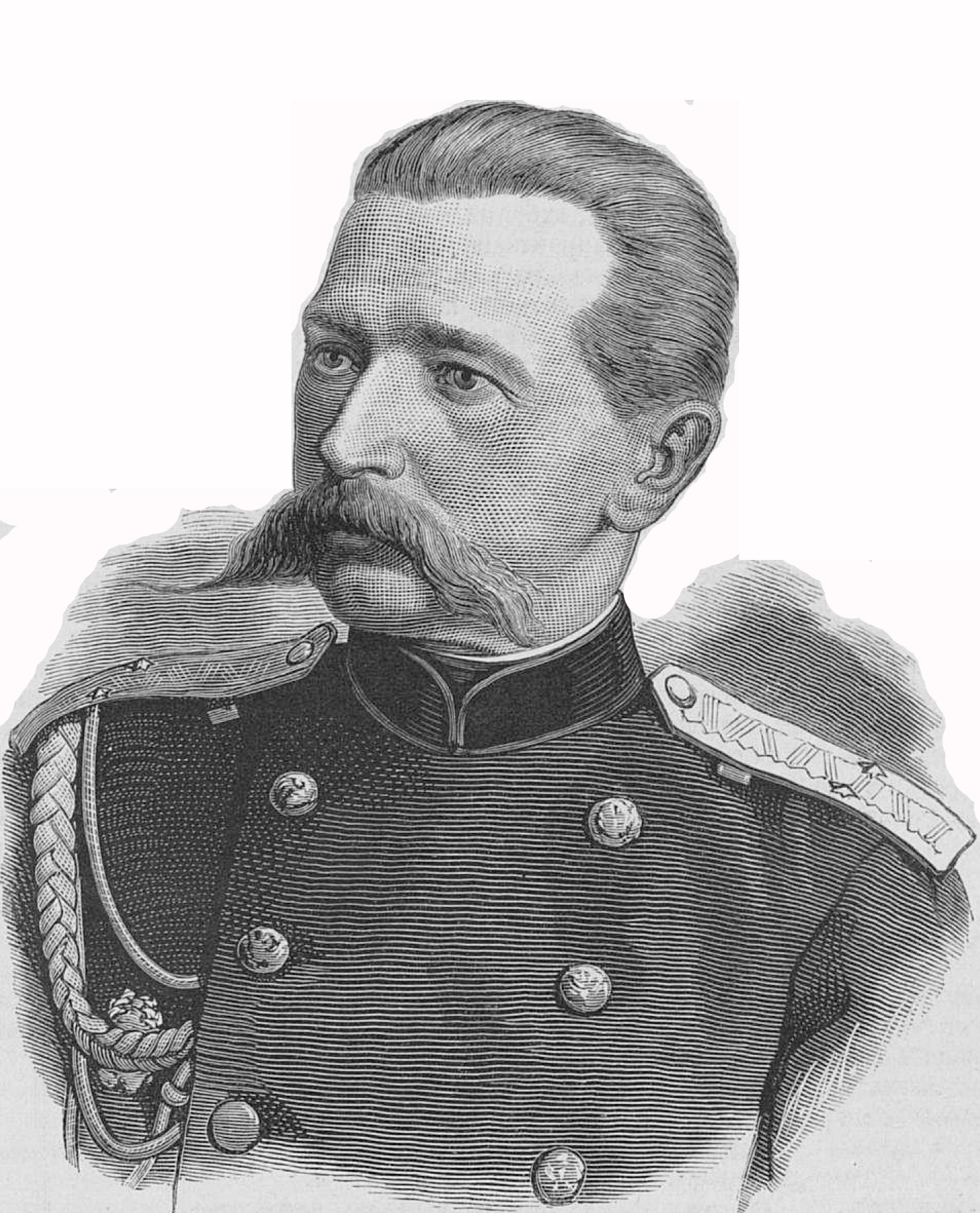
генерал-майор Отон Раух
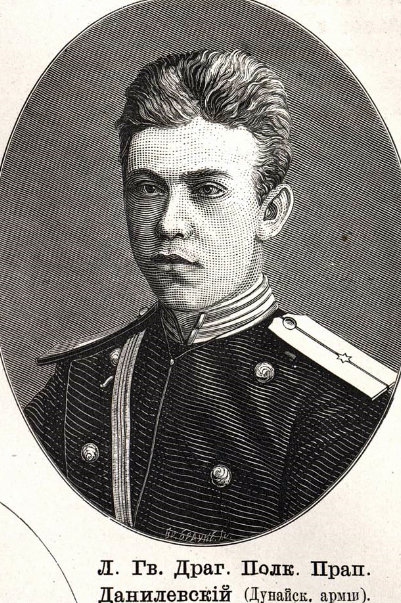
прапорщик Михаил Данилевский (от Лейбгвардейски драгунски полк, убит при село Новачене)
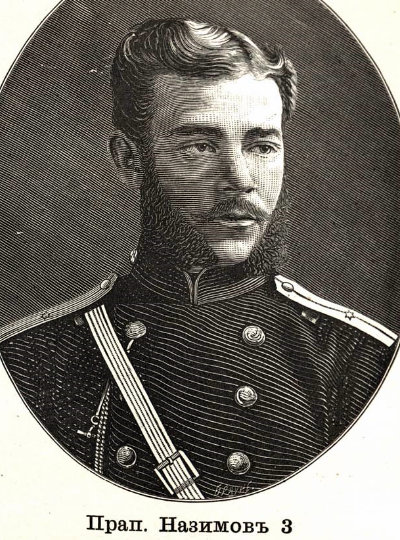
прапорщик Дмитрий Назимов (от Лейбгвардейски драгунски полк, убит при село Новачене)
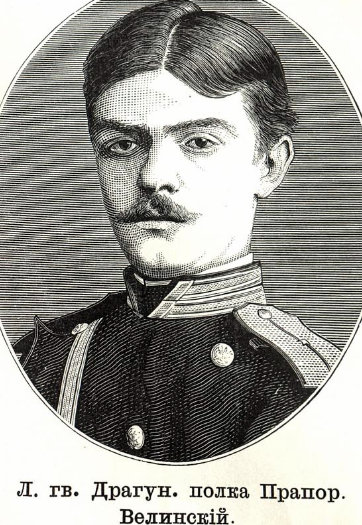
прапорщик Николай Велинский (от Лейбгвардейски драгунски полк, убит при селе Новачене)